# Евлоев, Муса Гиланиевич
Муса́ Гила́ниевич Евло́ев (род. 31 марта 1993, Нестеровская, Ингушетия) — российский борец греко-римского стиля, олимпийский чемпион 2020 года, двукратный чемпион мира, чемпион и призёр чемпионатов России, двукратный чемпион Европы, обладатель Кубков Европейских наций, обладатель Кубков мира, Заслуженный мастер спорта России.

## Карьера
Муса Евлоев переехал со своей семьёй в Москву из Калининградской области в возрасте 16 лет. Тренировался под руководством заслуженного тренера России Давида Кадилова. В 2014 году он выиграл чемпионат России среди взрослых и стал победителем Кубка Европейских наций. В 2016 году становится вторым на чемпионате России. В 2017 году выигрывает чемпионат России, а в финале чемпионата мира уступил борцу из Армении Артуру Алексаняну. В 2018 году становится 2-кратным чемпионом России и впервые в карьере выигрывает чемпионат мира. В 2019 году повторил успех и стал 2-кратным чемпионом мира. На Олимпиаде 2020 года стал олимпийским чемпионом.
В феврале 2024 года президент Федерации спортивной борьбы России Михаил Мамиашвили сообщил, что Евлоеву запретили участвовать в международных соревнованиях из-за фото на фоне плаката «За мир без нацизма».

## Спортивные результаты
- Первенство Европы среди юниоров 2012 — ;
- Первенство Европы среди юниоров 2013 — ;
- Первенство мира среди юниоров (София, 2013) — ;
- Гран-при Ивана Поддубного 2013 — ;
- Гран-при Ивана Поддубного 2014 — ;
- Чемпионат России по греко-римской борьбе 2014 — ;
- Чемпионат России по греко-римской борьбе 2016 — ;
- Гран-при Ивана Поддубного 2016 — ;
- Гран-при Ивана Поддубного 2017 — ;
- Чемпионат России по греко-римской борьбе 2017 — ;
- Чемпионат России по греко-римской борьбе 2018 — ;
- Гран-при Ивана Поддубного 2018 — ;
- Турнир «Гран-при Грузии 2018» — [4];
- Чемпионат России по греко-римской борьбе 2024 — ;

## Награды и звания
- Орден Дружбы (11 августа 2021 года) — за большой вклад в развитие отечественного спорта, высокие спортивные достижения, волю к победе, стойкость и целеустремленность, проявленные на Играх XXXII Олимпиады 2020 года в городе Токио (Япония)[5].
- Старший лейтенант (15 августа 2021 года) — министр обороны России Сергей Шойгу досрочно присвоил звание старшего лейтенанта[6].